# うろ覚え
うろ覚え（うろおぼえ、疎覚え、空覚え）とは、ある事柄について、覚えている内容や理解したはずの内容が曖昧なこと、またそのような状態で発言すること。
日本国内では方言で差もある。「烏鷺覚え」と書くこともある。特に「うる覚え」は茨城県の一部地域における「うろ覚え」の方言である。標準語など方言として用いない際には、誤りとされる。

## 語源
この言葉は、空洞を指す「うろ（空・虚・洞）」を語源とする。
また、「武功夜話」には「うろんおぼえ」という用法が出てきている。「うろん」とは「胡乱」を指しており、「あいまいな」あるいは「あやしげな」の意味である。このため、「うろんおぼえ」が音便化（省略）され「うろ覚え」となったという説もある。しかしながら、武功夜話が偽書であるとの指摘もあり、この説は一般化されるまでにはいたっていない。

## 概要
ぼんやりとしか覚えていない状態や、ある事象に対する知識が曖昧で、その実態についての知識が欠落している状態を指す。特に当人が、表面的な幾つかの情報を持っているだけで、それを知っていると思い込んでいる場合などに発生する。
主として、無意識かそれに近い状態のときに偶然見聞きしたことを記憶していた場合と、記憶時は自発的な学習や興味のある対象に関わっており、意識して記憶したが、長い年月を経たため記憶が薄れているという場合である。
うろ覚えとその伝播の連鎖は時として無責任な噂や都市伝説を生む原因となる。
フロイトが『夢判断』において述べているごとく、記憶誤りはしばしば無意識の自己表現の結果であるのだから、うろ覚えについても、単なる錯誤としてではなく、なんらかの願望の反映として理解できるときがある。